# Salpis brevis
Salpis brevis là một loài bướm đêm trong họ Geometridae.